# Revue française de droit constitutionnel
La Revue française de droit constitutionnel est une revue juridique française spécialisée dans la recherche en droit constitutionnel, fondée par Louis Favoreu et Didier Maus en 1990.
Elle accueille les contributions des spécialistes en la matière et fait une place notamment au droit comparé.
Elle est éditée par les Presses universitaires de France.